# Moses Hamon
Moses Hamon (* 1490 in Spanien; † vor 1567) war ein jüdischer Arzt und Linguist.
Moses Hamon war der Sohn von Joseph Hamon, mit dem er nach Konstantinopel kam. Dort wurde er ein Leibarzt von Süleyman I. und begleitete den Sultan auf dessen Reisen und Feldzügen. Er wurde vom Sultan sehr geschätzt. Obwohl hierarchisch offiziell nur vierter der Rangfolge, bekam er mit 75 Asper pro Tag fast den gleichen Lohn wie der Hekimbaşı. Er erhielt zudem das Recht, in der Stadt ein vierstöckiges Haus zu bauen. Häufig wurde er bei Schwierigkeiten in der Gemeinde angerufen und intervenierte zu Gunsten der Juden bei Süleyman. Vor allem erwirkte er 1553, dass alle Blutbeschuldigungen direkt vor dem Sultan verhandelt werden sollten. Ein Jahr zuvor bewog er den Herrscher, Gracia Nasi in der Stadt Zuflucht zu gewähren.
Nach einer umstrittenen Behandlung der Gicht des Sultans mit einer opiumhaltigen Salbe fiel Hamon, vermutlich aufgrund politischer Spannungen innerhalb des Sultanspalastes, in Ungnade. Er wurde durch den muslimischen Arzt Seyh Qaysunizade Mahmud abgelöst und soll kurz darauf „aus Scham“ verstorben sein.
Hamon sprach fließend türkisch, hebräisch und arabisch und publizierte jüdische Literatur in Konstantinopel, wo er eine Jeschiwa baute. 1546 veröffentlichte er den dreisprachigen Pentateuch, der die persische Übersetzung von Jakob ben Josef Tawus, die aramäische des Targum Onkelos und die arabische des Saadia Gaon nebeneinanderstellte.